# François Delamontagne

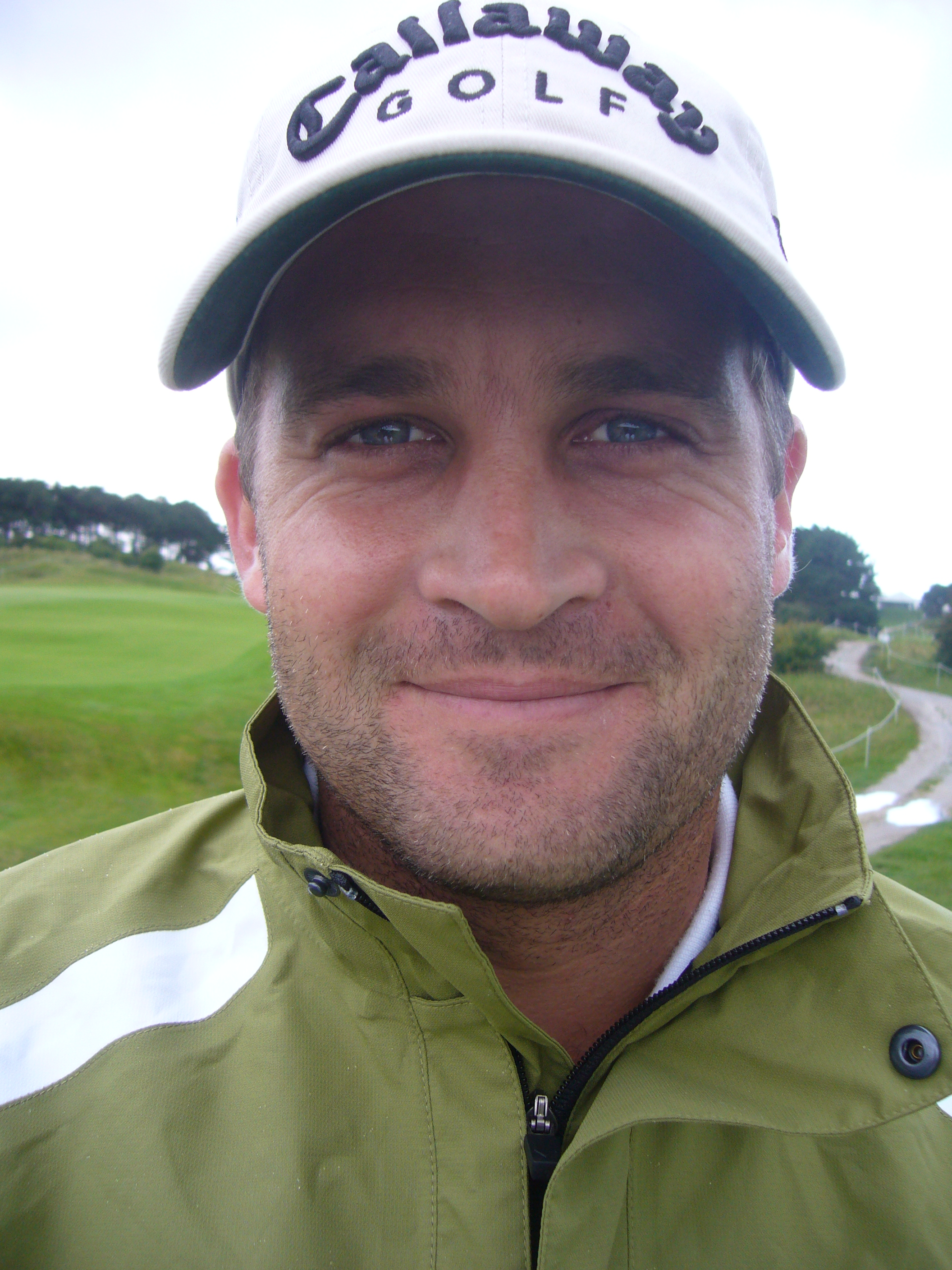
Op het KLM Open 2008

François Delamontagne (Rennes, 25 maart 1979) is een golfprofessional uit Bretagne, Frankrijk.

## Amateur
De ouders van François Delamontagne spelen golf, en nadat François op 12-jarige leeftijd het Bris Open op televisie had gezien, was hij zo geïnspireerd dat hij zelf ook wilde spelen. Op dat moment was zijn favoriete sport nog voetbal, hij speelde voor Rennes, zoals zijn vader als professional voetballer ook deed. Op 16-jarige leeftijd besloot hij zich op golf te concentreren. Van 1999-2001 zat hij in de nationale selectie.

#### Gewonnen
- 2000: French Amateur Championship
- 2001: French Amateur International Championship

#### Teams
- Eisenhower Trophy: 2000

## Professional
In 2001 werd Delamontagne professional. Hij speelde in 2002 op de Europese Challenge Tour en sindsdien op de Europese PGA Tour.
In 2009 haalde hij een 3de plaats bij de Australian Masters, vier slagen achter Tiger Woods.